# Piula d'esperons de Sharpe
La piula d'esperons de Sharpe (Macronyx sharpei) és un ocell de la família dels motacíl·lids (Motacillidae).

## Hàbitat i distribució
Habita praderies en zones de muntanya de l’oest i centre de Kenya.